# Cryphalus
Cryphalus is een kevergeslacht uit de familie snuitkevers. De wetenschappelijke naam van het geslacht werd voor het eerst geldig gepubliceerd in 1836 door Erichson.

## Soorten
- Cryphalus abbreviatus Schedl, 1943
- Cryphalus aciculatus (Schedl, 1939)
  - = Hypocryphalus aciculatus Schedl, 1939
- Cryphalus afiamalus (Schedl, 1951)
  - = Hypocryphalus  afiamalus Schedl, 1951
- Cryphalus amplicollis Johnson, 2020
  - = Cryphalus laticollis Browne, 1984
- Cryphalus angustior Eggers, 1927
  - = Hypocryphalus angustior (Eggers, 1927)
- Cryphalus aquilonius (Nobuchi, 1975)
  - = Taenioglyptes aquilonius Nobuchi, 1975
- Cryphalus araucariae Schedl, 1970
- Cryphalus armatus Schedl, 1974
- Cryphalus artestriatus (Browne, 1970)
  - = Taenioglyptes artestriatus Browne, 1970
- Cryphalus artocarpus (Schedl, 1939)
  - = Ericryphalus artocarpus Schedl, 1939
  - = Cryphalus brownei Wood, 1992
- Cryphalus asper (Broun, 1881)
  - = Tomicus asper (Broun, 1881)
  - = Hypocryphalus asper Broun, 1881
- Cryphalus asperatus (Gyllenhal, 1813)
  - = Bostrichus asperatus Gyllenhal, 1813
  - = Bostrichus abietis Ratzeburg, 1837
- Cryphalus asperulus Schedl, 1948
- Cryphalus ater Browne, 1984
- Cryphalus babai Murayama, 1961
- Cryphalus bakeri (Eggers, 1927)
  - = Hypocryphalus bakeri Eggers, 1927
  - = Stephanoderes bakeri (Eggers, 1927)
- Cryphalus balanopselaphus Eggers, 1920
- Cryphalus basihirtus Beeson, 1929
  - = Hypocryphalus basihirtus (Beeson, 1929)
- Cryphalus bellus Schedl, 1957
- Cryphalus bicarinatus (Nobuchi, 1975)
  - = Taenioglyptes bicarinatus Nobuchi, 1975
- Cryphalus bicolor (Browne, 1983)
  - = Cryphalomorphus bicolor Browne, 1983
- Cryphalus bidentatus (Browne, 1980)
  - = Hypocryphalus bidentatus Browne, 1980
- Cryphalus boettcheri Schedl, 1943
- Cryphalus brasiliensis Schedl, 1976
- Cryphalus brevior (Schedl, 1943)
  - = Hypocryphalus brevior Schedl, 1943
- Cryphalus brevipilosus Schedl, 1942
- Cryphalus brimblecombei Schedl, 1948
- Cryphalus brunneus Browne, 1984
- Cryphalus buloloensis Browne, 1984
- Cryphalus capucinicollis Schedl, 1950
- Cryphalus capucinoides Eggers, 1939
- Cryphalus capucinomorphus Schedl, 1950
- Cryphalus capucinus Schedl, 1938
- Cryphalus carinulatus (Browne, 1980)
  - = Margadillius carinulatus Browne, 1980
- Cryphalus carpini Berger, 1917
- Cryphalus carpinivorus Murayama, 1930
- Cryphalus chamaecipariae Niisima, 1910
- Cryphalus chinlingensis Tsai and Li, 1963
- Cryphalus ciliatipes Blandford, 1896
- Cryphalus cinereotestaceus (Motschulsky, 1866)
  - = Hypoborus cinereotestaceus Motschulsky, 1866
- Cryphalus compactus Lea, 1910
- Cryphalus confusus (Hopkins, 1915)
  - = Margadillius confusus Hopkins, 1915
- Cryphalus constrictus Schedl, 1942
  - = Cryphalus perminimus Schedl, 1942
  - = Hypocryphalus constrictus Schedl, 1942
  - = Hypocryphalus froggatti Nunberg, 1961
- Cryphalus corpulentus  (Schedl, 1942)
  - = Hypocryphalus orpulentus  Schedl, 1942
- Cryphalus coryli Stark, 1936
- Cryphalus criticus
- Cryphalus cryptomeriae Niisima, 1908
- Cryphalus cylindricus Browne, 1980
- Cryphalus cylindripennis (Schedl, 1959)
  - = Hypocryphalus cylindripennis Schedl, 1959
- Cryphalus cylindrus (Browne, 1950)
  - = Dacryphalus cylindrus (Browne, 1950)
  - = Hypocryphalus cylindrus Browne, 1950
- Cryphalus densepilosus (Schedl, 1942)
  - = Hypocryphalus ensepilosus Schedl, 1942
- Cryphalus dilutus Eichhoff, 1878
  - = Hypocryphalus dilutus  (Eichhoff, 1878)
- Cryphalus dipterocarpi Wood, 1989
- Cryphalus discrepans (Schedl, 1965)
  - = Hypocryphalus discrepans Schedl, 1965
- Cryphalus discretus Eichhoff, 1878
  - = Hypocryphalus  discretus (Eichhoff, 1878)
  - = Cryphalus scabricollis Eichhoff, 1878
  - = Cryphalus brevisetosus Schedl, 1943
- Cryphalus dissimilis (Nobuchi, 1975)
  - = Taenioglyptes dissimilis Nobuchi, 1975
- Cryphalus diversicolor Browne, 1984
- Cryphalus dorsalis (Motschulsky, 1866)
  - = Hypoborus dorsalis Motschulsky, 1866
  - = Hylesinus sericeus Motschulsky, 1866
  - = Hypoborus nebulosus Motschulsky, 1866
  - = Cryphalus indicusEichhoff, 1878
- Cryphalus dubiosus Schedl, 1963
- Cryphalus duplosquamosus Schedl, 1942
- Cryphalus eggersi Johnson
  - = Cryphalus confusus Eggers, 1927
- Cryphalus elaboratus Schedl, 1950
- Cryphalus elongatus Schedl, 1962
- Cryphalus eriobotryae Johnson, 2019
- Cryphalus erraticus Schedl, 1979
- Cryphalus erythrinae (Hopkins, 1915)
  - = Margadillius erythrinae Hopkins, 1915
- Cryphalus exiguus Blandford, 1894
- Cryphalus felis Wood, 1989
- Cryphalus fici (Browne, 1986)
  - = Hypocryphalus fici Browne, 1986
- Cryphalus ficivorus Murayama, 1958
- Cryphalus formosanus Schedl, 1942
- Cryphalus fugax Schedl, 1973
- Cryphalus fuliginosus Blandford, 1895
- Cryphalus fulmineus Wood, 1989
- Cryphalus fulvus Niisima, 1908
  - = Cryphalus pini Eggers, 1921
- Cryphalus furukawai Murayama, 1934
- Cryphalus fuscus Johnson
  - = Cryphalus cylindrus Browne, 1984
- Cryphalus garambaensis Nunberg, 1965
- Cryphalus garciniae Nobuchi, 1959
- Cryphalus giganteus Schedl, 1950
- Cryphalus gigas Schedl, 1975
- Cryphalus glabratus (Schedl, 1959)
  - = Hypocryphalus glabratus Schedl, 1959
- Cryphalus gnetivorus Johnson, 2020
- Cryphalus gracilis Johnson
  - = Cryphalus laevis Browne, 1984
- Cryphalus granulatus (Schedl, 1942)
  - = Hypocryphalus granulatus Schedl, 1942
- Cryphalus helopioides Schedl, 1953
- Cryphalus hirsutus  (Nobuchi, 1975)
  - = Taenioglyptes hirsutus  Nobuchi, 1975
- Cryphalus horridus Eichhoff, 1878
- Cryphalus infimus
- Cryphalus intermedius
- Cryphalus itinerans Johnson, 2020
- Cryphalus japonicus
- Cryphalus jatropha
- Cryphalus javanus
- Cryphalus jeholensis
- Cryphalus jezoensis
- Cryphalus juglansi
- Cryphalus kagoshimensis
- Cryphalus kivuensis
- Cryphalus kolbei
- Cryphalus kraunhiae
- Cryphalus kurenzovi
- Cryphalus kurilensis
- Cryphalus kyotoensis Nobuchi, 1966
- Cryphalus laricis
- Cryphalus latus
- Cryphalus lederi
- Cryphalus lepocrinus
- Cryphalus leprosulus
- Cryphalus lipingensis Tsai & Li, 1959
  - = Cryphalus kesiyae Browne, 1975
- Cryphalus longifolia
- Cryphalus longior
- Cryphalus longipennis
- Cryphalus longipilus
- Cryphalus longisetosus
- Cryphalus mainensis
- Cryphalus major
- Cryphalus malloti
- Cryphalus malus
- Cryphalus mandschuricus
- Cryphalus mangiferae Stebbing, 1914
  - = Cryphalus inops Eichhoff, 1872
  - = Hypothenemus griseus Blackburn, 1885
  - = Hypocryphalus mangiferae Eggers, 1928
  - = Cryphalus subcylindricus Schedl, 1942
  - = Cryphalus mimicus Schedl, 1942
  - = Hypocryphalus opacus Schedl, 1942
  - = Taenioglyptes artestriatus Browne, 1970
- Cryphalus markangensis
- Cryphalus massonianus
- Cryphalus mekeoi
- Cryphalus melasomus
- Cryphalus meridionalis (Nobuchi, 1975)
  - = Taenioglyptes meridionalis Nobuchi, 1975
- Cryphalus miles
- Cryphalus minimus
- Cryphalus minutus
- Cryphalus miyalopiceus
- Cryphalus modestus
- Cryphalus mollis
- Cryphalus montanus
- Cryphalus morinda
- Cryphalus morivorus Johnson, 2020
- Cryphalus mucronatus
- Cryphalus mucronifer
- Cryphalus neglectus
- Cryphalus negrosensis
- Cryphalus niger
- Cryphalus nigericus
- Cryphalus nigricans
- Cryphalus niponensis
- Cryphalus nitens
- Cryphalus nitidipennis
- Cryphalus nothofagi
- Cryphalus numidicus
- Cryphalus nyalubombeae
- Cryphalus obliquus
- Cryphalus oblongus
- Cryphalus obscurus
- Cryphalus opienensis
- Cryphalus orientalis
- Cryphalus padi
- Cryphalus paganus
- Cryphalus palawanus
- Cryphalus pallidus
- Cryphalus papuanus
- Cryphalus paramangiferae Johnson, 2020
- Cryphalus parvulus
- Cryphalus parvus
- Cryphalus pexus
- Cryphalus piceae
- Cryphalus piceus
- Cryphalus pilifer
- Cryphalus pilosellus
- Cryphalus pilosulus
- Cryphalus pilosus
- Cryphalus planicollis
- Cryphalus premayaensis
- Cryphalus procerus
- Cryphalus proximus
- Cryphalus pruni
- Cryphalus pseudochinlingensis
- Cryphalus pseudotabulaeformis
- Cryphalus puberulus
- Cryphalus pubescens
- Cryphalus pulchellus
- Cryphalus pullus
- Cryphalus punctatostriatus
- Cryphalus punctatus
- Cryphalus punctipennis
- Cryphalus punctulatus
- Cryphalus pusillimus
- Cryphalus pusillus
- Cryphalus ratzeburgi
- Cryphalus redikorzevi
- Cryphalus resiniferi
- Cryphalus retusus
- Cryphalus rhusi
- Cryphalus rigidus
- Cryphalus robustus
- Cryphalus rubentis
- Cryphalus ruficollis
- Cryphalus rufopilosus
- Cryphalus rugosus
- Cryphalus saltuarius
- Cryphalus samoënsis
- Cryphalus sandakanensis
- Cryphalus sapporoensis
- Cryphalus sarawakensis
- Cryphalus sawadai
- Cryphalus scabripennis
- Cryphalus schreineri
- Cryphalus scopiger Berger, 1917
- Cryphalus scriba
- Cryphalus securus
- Cryphalus sejugatus
- Cryphalus setistriatus
- Cryphalus sichotensis
- Cryphalus sidneyanus
- Cryphalus silvanus
- Cryphalus similis
- Cryphalus simplex
- Cryphalus sinoabietis
- Cryphalus sordidus
- Cryphalus sparsepilosus
- Cryphalus squameus
- Cryphalus squamulosus
- Cryphalus stierlini
- Cryphalus striatopunctatus
- Cryphalus striatulus
- Cryphalus striatus
- Cryphalus strigilatus
- Cryphalus strigipennis
- Cryphalus strohmeyeri
- Cryphalus subcompactus
- Cryphalus subconcentralis
- Cryphalus subdepressus
- Cryphalus subgranulatus
- Cryphalus submuricatus
- Cryphalus substriatus
- Cryphalus subtuberculatus
- Cryphalus subvestitus
- Cryphalus sulcatus
- Cryphalus sumatranus
- Cryphalus sundaensis
- Cryphalus swezeyi
- Cryphalus sylvicola
- Cryphalus szechuanensis
- Cryphalus tabulaeformis
- Cryphalus taiwanus
- Cryphalus tantillus
- Cryphalus tectonae
- Cryphalus tehchangensis
- Cryphalus tenuis
- Cryphalus terminaliae
- Cryphalus terminalis
- Cryphalus tetricus
- Cryphalus thatcheri
- Cryphalus theobromae
- Cryphalus tiliae
- Cryphalus tredli
- Cryphalus tricolor
- Cryphalus trypanoides
- Cryphalus trypanus
- Cryphalus tuberculatus
- Cryphalus uapouensis
- Cryphalus upoluensis
- Cryphalus ussuriensis
- Cryphalus walkeri
- Cryphalus wapleri
- Cryphalus variolosus
- Cryphalus vestitus
- Cryphalus viburni Stark, 1936
- Cryphalus vitiensis
- Cryphalus yamaguchii
- Cryphalus zimmermani